# Monks Kirby
Monks Kirby – wieś w Anglii, w hrabstwie Warwickshire, w dystrykcie Rugby. Leży 27 km na północny wschód od miasta Warwick i 133 km na północny zachód od Londynu. W 2001 miejscowość liczyła 434 mieszkańców.